# Brunary
Brunary ist eine Ortschaft mit einem Schulzenamt der Gemeinde Uście Gorlickie im Powiat Gorlicki der Woiwodschaft Kleinpolen in Polen.

## Geographie
Der Ort liegt am Fluss Biała in den Niederen Beskiden im sogenannten Lemkenland.

## Geschichte
Der Ort wurde laut dem Gründungsprivileg König Kasimirs des Großen aus dem Jahr 1335 nach Deutschem Recht von Samuel Jaszko gegründet. Ab 1391 gehörte er zur bischöflichen Herrschaft Muszyna. Nach dem Andrang der Russinen wurde er im Jahre 1426 oder 1547 von Bischof Samuel Maciejowski ins Walachische Recht übertragen. Im Jahre 1577 wurde die Tochtersiedlung Brunary Niżne neu gegründet, danach wurde das ältere Brunary als Brunary Wyżne benannt.
Bei der Ersten Teilung Polens kam Brunary 1772 zum neuen Königreich Galizien und Lodomerien des habsburgischen Kaiserreichs (ab 1804).
Im Jahre 1900 hatte die Gemeinde Brunary Niżne 80 Häuser mit 457 Einwohnern, davon 389 ruthenischsprachig, 58 polnischsprachig, 389 griechisch-katholische, 45 römisch-katholische, 23 Juden; die Gemeinde Brunary Wyżne hatte 65 Häuser mit 361 Einwohnern, davon 348 ruthenischsprachig, 13 polnischsprachig, 348 griechisch-katholische, 7 römisch-katholische, 6 Juden.
1918, nach dem Ende des Ersten Weltkriegs und dem Zusammenbruch der k.u.k. Monarchie, kam Brunary zu Polen. Unterbrochen wurde dies nur durch die Besetzung Polens durch die Wehrmacht im Zweiten Weltkrieg. Im Jahre 1947 wurden die Lemken im Rahmen der Aktion Weichsel vertrieben.
Von 1975 bis 1998 gehörte Brunary zur Woiwodschaft Nowy Sącz.

## Sehenswürdigkeiten
- Ehemalige griechisch-katholische Kirche, erbaut etwa 1797, umgebaut 1831, nach der Aktion Weichsel römisch-katholisch, ab 2013 in die Liste des UNESCO-Welterbes aufgenommen, siehe die Holzkirchen der Karpatenregion in Polen und der Ukraine

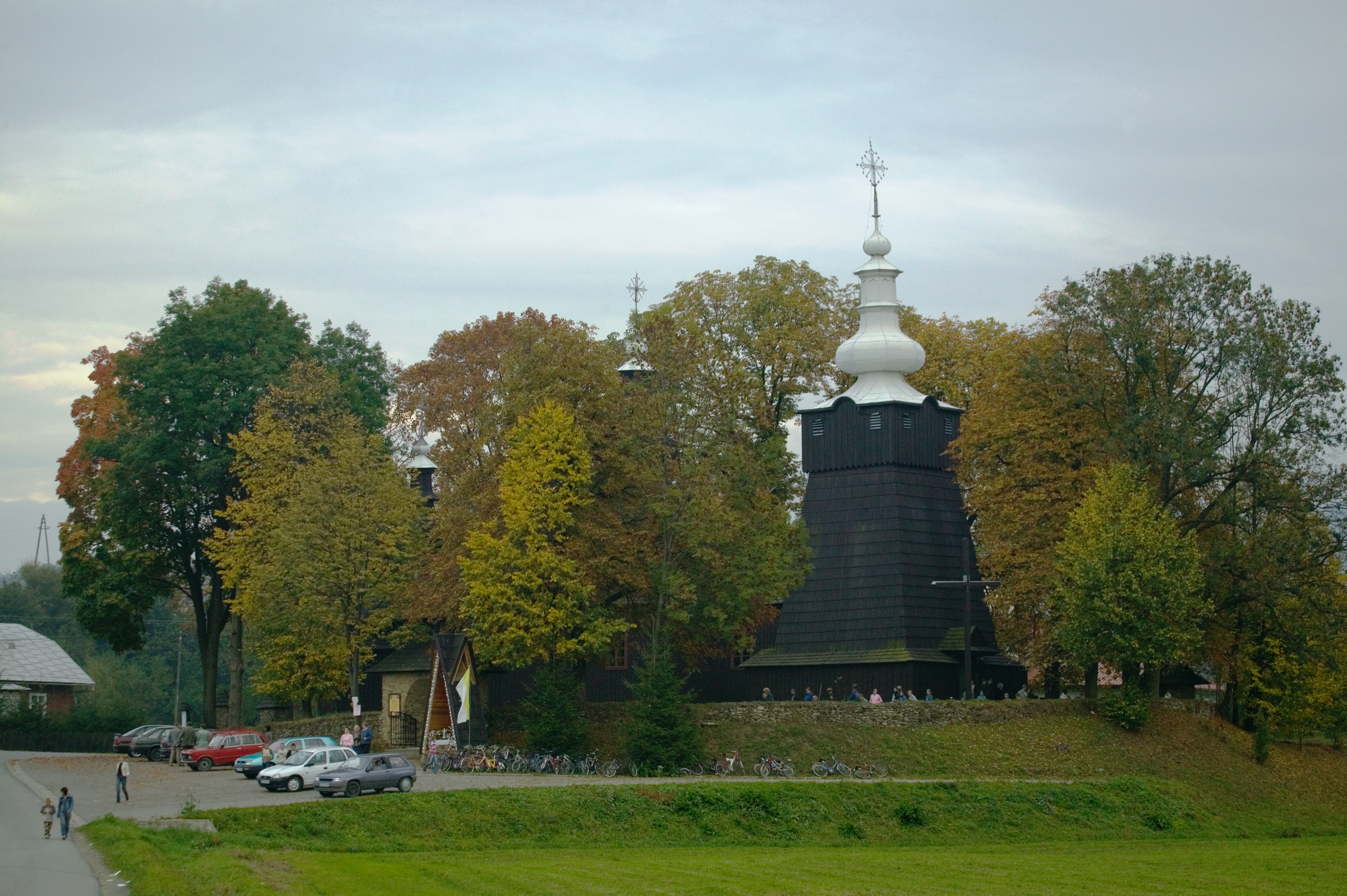
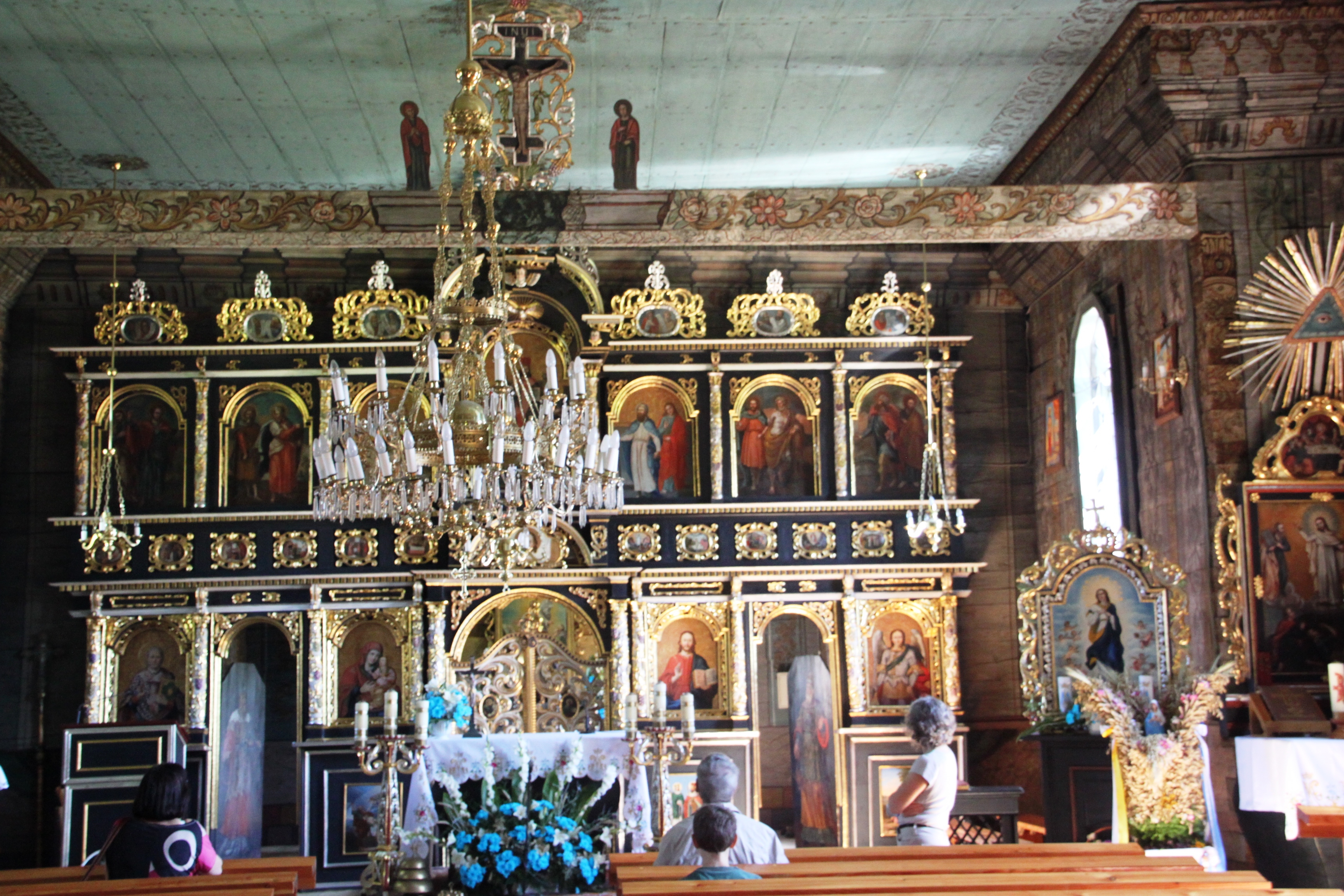